# Сели (Мазсалацский край)
Сели (латыш. Sēļi) — населённый пункт в Мазсалацском крае Латвии. Административный центр Селинской волости. Расстояние до города Валмиера составляет около 59 км. По данным на 2015 год, в населённом пункте проживало 149 человек. Есть волостная администрация, дом культуры, библиотека, фельдшерский пункт, почта, магазин.

## История
Населённый пункт возник у бывшего поместья Сели (Зелен).
В советское время населённый пункт был центром Селинского сельсовета Валмиерского района. В селе располагался колхоз «Зиемели».